# Mitropolia Banatului

Organizarea Mitropoliei Banatului

Mitropolia Banatului este o subdiviziune a Bisericii Ortodoxe Române, cu sediul la Timișoara.
A fost înființată la data de 3 iulie 1947. Primul mitropolit al Banatului, Vasile Lăzărescu, a fost întronizat la 26 octombrie același an.

## Organizare
- Arhiepiscopia Timișoarei
  - Arhiepiscop și Mitropolit: Ioan Selejan[1]
  - Episcop vicar: Paisie Gheorghe

- Arhiepiscopia Aradului
  - Arhiepiscop: Timotei Seviciu
  - Episcop vicar: Emilian Nica
- Episcopia Caransebeșului
  - Episcop: Lucian Mic

## Mitropoliții Banatului
- Vasile Lăzărescu 1947-1962
- Nicolae Corneanu 1962-2014
- Ioan Selejan, din 2014[2]